# ボヤイの定理

分割された等積多角形の例（デュードニーの『カンタベリー・パズル』より「正三角形と正方形」）

ボヤイの定理（ボヤイのていり、英: Bolyai's theorem）またはボヤイ＝ゲルヴィンの定理 (Bolyai–Gerwien theorem）、ウォレス＝ボヤイ＝ゲルヴィンの定理（Wallace–Bolyai–Gerwien theorem）は、ボーヤイ・ファルカシュ（1832, 1833年）、P・ゲルヴィン（1833, 1835年）によって示された『面積の等しい二つの多角形 A, B が存在した時、A を有限回分割し組みなおすことで、B と合同な図形を作ることが出来る』という定理である。
1807, 8年頃にはウィリアム・ウォレスが証明していたとも言われている。

## 定式化
定理の定式化にはいくつかの方法があるが、最もポピュラーなものは多角形の分解合同性（equidecomposability、分割合同、分割同値性とも）によるものである。2つの多角形を有限個の三角形に分割する。このとき、一方の多角形を分割してできた三角形が、もう一方の多角形を分割してできた三角形とそれぞれすべて合同であるとき、この性質を2つの多角形の分解合同性という。ボヤイの定理は2つの多角形が等積ならば分解合同性を持つことを主張する。
他の定式化に分割合同（scissors-congruent、ハサミ合同とも）を使うものがある。2つの図形が、有限個の合同な多角形に分割できることを分割合同という。分割合同は同値関係である。分割合同の同値類には、まさに、2つの多角形が等積であることが含まれている。

## 証明の概要
まず、任意の多角形は三角形に分割することができることを考える。凸多角形はある1つの頂点と他の頂点を結ぶ対角線で切ることで分割可能だが、凹多角形の場合は少し注意が必要である。単純でない多角形にも有効なアプローチとして、多角形のどの線にも平行でない直線を取って、各頂点を通るこの直線に平行な直線を引く。すると多角形は台形に分割されるので、更に三角形に分割することができる。
次にこれらの三角形を直角三角形あるいは平行四辺形に等積変形し、そして幅が1の長方形に等積変形することを考える。この操作によって、多角形は幅が1で、高さが多角形の面積に等しい長方形に変換される。
等積な2つの多角形を等積変形してできた幅が1の長方形は合同であるため、この長方形を中継して、ボヤイの定理の述べるところが証明される。

## 証明の備考
第一に、この証明には中継する図形が必要である。分割合同による定理の定式化においては、分割合同が推移的であることを利用して、中間物の使用を再定式化できる。中間物に分割合同であるので、もとの2つの図形は分割合同である。
ボヤイの定理の証明は建設的なもので、タルスキの円積問題の様な同分野の問題とは異なり、選択公理を必要としない。分割と再構成は"物理的に"実行できる、つまり紙をはさみで切って実現することも可能である。
しかし、この手順で再構成を実現する際に用いる多角形の破片の個数は、その最小値を優に超える。

## 分解の度合い
等積な多角形P, Qについて、Pをn個の欠片に分解してQを構成するとき、nの最小値をσ(P, Q)で表す。
図形によってはσ(P, Q)の上界と下界を推定することができる。多角形Pの直径をd(P)で与える。アルフレト・タルスキはPが凸ならばσ(P, Q) ≧ d(P)/d(Q)であることを証明した。
底辺と高さがそれぞれax, a/x（x > 0）である長方形をPx、一辺がaの正方形をQとする。Px, Qは等積である。今、x ≧ 1であるとき、
{\displaystyle \sigma (P_{x},Q)\leq 2+\left\lceil {\sqrt {x^{2}-1}}\right\rceil }
が成立する。x ≦ 1の場合は、PxとP1/xが合同であることより
{\displaystyle \sigma \left(P_{\frac {1}{x}},Q\right)\leq 2+\left\lceil {\frac {\sqrt {1-x^{2}}}{x}}\right\rceil }
が成立する。

## 一般化
この問題を三次元に拡張した予想がヒルベルトの23の問題の第3問題に挙げられていたが、1900年にマックス・デーンによって否定的に解決された。双曲平面や球面でもボヤイの定理の類似物が成立するが、双曲空間などにおいて成立するかどうかは未解決である。
直線に沿って分割するという制限を緩和するとバナッハ＝タルスキーのパラドックスのような非自明な結果が得られる。